# Ratier valencien
Le Ratier valencien (en espagnol : Ratonero Valenciano et en anglais : Valencian Terrier), ou Gos Rater Valencià, est une race de chien originaire de la Communauté valencienne en Espagne.
La race a été officiellement reconnu par la Real Sociedad Canina de España (en) en 2004, il a connu un succès récent avec un membre de la race remportant l'exposition canine nationale espagnole en 2011.
En 2022, la Fédération cynologique internationale (FCI) a reconnu à titre provisoire la race.